# Lehtosaari (ö i Södra Savolax, Nyslott, lat 61,65, long 29,09)
Lehtosaari är en ö i Finland. Den ligger i sjön Pihlajavesi och i kommunen Nyslott i  landskapet Södra Savolax, i den sydöstra delen av landet, 270 km nordost om huvudstaden Helsingfors. Öns area är 4,2 hektar och dess största längd är 0,6 kilometer i öst-västlig riktning.